# Indogermanische Forschungen
Die Indogermanische Forschungen (IF) ist eine internationale Zeitschrift für Indogermanistik und allgemeine Sprachwissenschaft.

## Geschichte und Profil
Gegründet wurde die Zeitschrift 1892 durch Karl Brugmann und Wilhelm Streitberg, bis 2011 war der Herausgeber Eckhard Eggers in Nachfolge von Wolfgang P. Schmid †; ab 2012 waren die Herausgeber Michael Meier-Brügger, Elisabeth Rieken und Paul Widmer. Ab 2015 hat Benjamin W. Fortson Michael Meier-Brügger ersetzt, ab 2017 ist Götz Keydana dazugekommen, 2020 hat Melanie Malzahn Elisabeth Rieken ersetzt. Die Zeitschrift wird verlegt durch den Verlag Walter de Gruyter und ist nach der Zeitschrift Historische Sprachforschung die zweitälteste noch bestehende internationale Zeitschrift für Indogermanistik und Sprachwissenschaft.

„Die Indogermanischen Forschungen veröffentlichen Beiträge (Aufsätze und Rezensionen) hauptsächlich zur Historisch-Vergleichenden Sprachwissenschaft, zur Sprachgeschichte, Typologie und Charakteristik der einzelnen Sprachen dieser Gruppe. Darüber hinaus werden Aufsätze aus dem Bereich der Allgemeinen Sprachwissenschaft und dem der nicht-indogermanischen Sprachen aufgenommen, sofern sie das Hauptthema der Zeitschrift methodisch und sprachgeschichtlich berühren.“